# Elaphopsis earinus
Elaphopsis earinus är en skalbaggsart som beskrevs av Martins och Dilma Solange Napp 1989. Elaphopsis earinus ingår i släktet Elaphopsis och familjen långhorningar. Inga underarter finns listade i Catalogue of Life.